# آئرو وی‌آی‌پی (پرتغال)
آئرو وی‌آی‌پی (به انگلیسی: Aero VIP) یک شرکت هواپیمایی با کد یاتا WV است. دفتر مرکزی آئرو وی‌آی‌پی در پرتیمانو، پرتغال واقع شده‌است و به ۷ مقصد، پرواز مستقیم انجام می‌دهد.